# 禹占林
禹占林（1920年—1986年），新疆乌鲁木齐人，中华人民共和国政治人物。
1949年，新疆省人民政府成立之初，担任新疆省人民政府委员会委员，1950年1月15日，中共迪化市委发展禹占林、涂治等人加入中国共产党，成为迪化市发展的第一批中国共产党党员。后任中共迪化市委统战部部长，迪化市副市长。1954年，当选第一届全国人民代表大会代表。1956年，当选为第一届中国共产党新疆维吾尔自治区委员会委员。